# Christophe Ohrel
Christophe Ohrel, född 7 april 1968, är en schweizisk-fransk före detta professionell fotbollsspelare som spelade försvarare och mittfältare för fotbollsklubbarna Lausanne-Sport, Servette, Rennes, Saint-Étienne, Luzern och Yverdon Sport mellan 1986 och 2003. Han vann ett ligamästerskap med Servette för säsongen 1993–1994 och två raka schweizisk cuper med Lausanne-Sports för säsongerna 1997–1998 och 1998–1999. Ohrel spelade också 56 landslagsmatcher för det schweiziska fotbollslandslaget mellan 1991 och 1997.